# 姑獲鳥

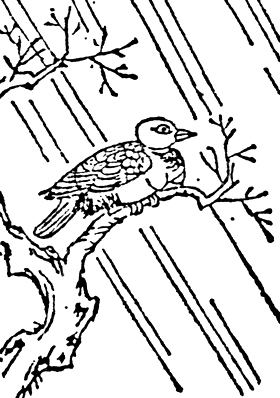
寺島良安『和漢三才圖會』的「姑獲鳥」（夜行遊女）

姑獲鳥（こかくちょう）是中国传说的鳥。在西晋的博物誌『玄中記』，明代的『本草綱目』以及日本江戸時代的百科事典『和漢三才图会』有记载。
在日本，產女有時也被稱為姑獲鳥（うぶめ），如江戶時代的浮世繪畫家鳥山石燕在作品《画图百鬼夜行》中便以「姑獲鳥」稱之。事實上，姑獲鳥是另一種妖怪的名稱，源自於中國，又稱夜行游女、天帝少女、鬼鳥，後流傳至日本，成为日本流行的妖怪之一。
姑获鸟是中國傳說的妖鳥，最早見於晉代郭璞的《玄中記》：姑獲鳥夜飛晝藏，蓋鬼神類。衣毛為飛鳥，脫毛為女人。一名天帝少女，一名夜行游女，一名鉤星，一名隱飛。鳥無子，喜取人子養之，以為子。今時小兒之衣不欲夜露者，為此物愛以血點其衣為志，即取小兒也。故世人名為鬼鳥，荊州為多。
唐朝段成式的《酉陽雜俎》也有記載：夜行遊女，一曰天帝女，一名釣星，夜飛晝隱，如鬼神。衣毛為飛鳥，脫毛為婦人，無子，喜取人子，胸前有乳。凡人飴小兒，不可露，小兒衣亦不可露曬，毛落衣中，當為鳥祟，或以血點其衣為志，或言產死者所化。
姑獲鳥后又陸續記載於《本草綱目》、《笑林廣記》等，後流傳至日本，見於《和漢三才圖會》等作品，逐漸納入了日本的妖怪之中。